# Rhynchoheterotricha chandleri
Rhynchoheterotricha chandleri är en tvåvingeart som beskrevs av Heikki Hippa 2006. Rhynchoheterotricha chandleri ingår i släktet Rhynchoheterotricha och familjen Rangomaramidae. Inga underarter finns listade i Catalogue of Life.